# Ilan Marek
Pour les articles homonymes, voir Marek.
Ilan Marek (né le 15 février 1963 à Haïfa) est un chimiste binational franco-israélien. Il s'intéresse particulièrement à la conception et au développement de nouvelles stratégies de synthèse stéréo- et énantiosélectives pour la création de plusieurs centres stéréogènes contigus. Ces processus se font en une seule étape chimique et conduisent à la synthèse de structures moléculaires complexes. La compréhension des mécanismes réactionnels donne un aperçu des origines de la stéréosélectivité et régit l'optimisation pour l’élaboration de méthodologies les plus efficaces et les plus générales possible.

## Biographie
Il a fait ses études à l'université Pierre-et-Marie-Curie à Paris (BsC 1983 et obtient sa maîtrise en chimie en 1986 et doctorat sous la direction du prof. Jean Normant en décembre 1988). Il a ensuite passé un an à l'université catholique de Louvain, en Belgique, pour un séjour postdoctoral avec le professeur Leon Ghosez (1989). Il entre au Centre national de la recherche scientifique (CNRS) en 1990 à l'université Pierre-et-Marie-Curie à Paris, reçoit son habilitation en 1995 et part en septembre 1997 au Technion - Institut Israélien de Technologie en tant que Professeur Assistant. Il est promu professeur associé titulaire en 2000 et professeur titulaire en 2004,. Depuis 2005, il est titulaire de la chaire académique Sir Michael and Lady Sobell. Il a été Professeur invité à l'Université de Montréal (Canada), à l'université de Strasbourg (France), à l'université Paris-Descartes (France), à l'Institut de technologie de Californie (CalTech, États-Unis), à l'université de Montpellier (France), à l'université préfectorale d'Osaka (Japon).
Ilan Marek est l'auteur de très nombreuses publications (plus de 240 dans des journaux internationaux),.
Il est le lauréat de nombreux prix internationaux et de divers prix d’excellence en enseignement. Il est membre du bureau éditorial de plus de dix revues scientifiques.

## Membre du comité scientifique et éditeur associé
Ilan Marek est Membre du Comité scientifique de nombreux journaux : Chemical Communications, Royal Society of Chemistry (RSC) ; Organic and Biomolecular Chemistry, Royal Society of Chemistry (RSC) ; European Journal of Organic Chemistry, WILEY-VCH ; The Chemical Record, Wiley-VCH ; Advanced Synthesis and Catalysis, Wiley-VCH ; ynthesis, Thieme ; Synlett, Thieme ; ngewandte Chemie International Edition, WILEY-VCH ; Chemistry, A European Journal, WILEY-VCH ; Helvetica, WILEY-VCH ; Chemical Reviews (ACS) ; ACS Central Science (ACS)
Il est éditeur de plusieurs ouvrages : Comprehensive Organic Synthesis. Second Edition. Elsevier ; Beilstein Journal of Organic Chemistry ; Israel Journal of Chemistry, Wiley-VCH ; Tetrahedron,  “The Chemistry of Functional groups” Patai series, WILEY-VCHElsevier.

## Fonctions administratives internationales
Il est membre du conseil scientifique de European Symposium on Organic Chemistry (ESOC) de 2005 à 2009 et président de ce conseil scientifique de 2007 à 2009. Il est membre du conseil scientifique pour le développement de la chimie de l’institut des Substances Naturelles, GIF/Yvette, France depuis 2012. Il est Président israélien de la commission scientifique de la fondation France-Israël de 2007 à 2011. Depuis 2007, il est représentant Israélien de la division de chimie organique de l’EUCHEM (European Association for Chemical and Molecular Sciences) de 2009 à 2011, il en devient le vice-président et est élu Président de 2012 à 2015. En 2009, il est membre du Comité d’évaluation de l’Université de Bordeaux, France ; du département de chimie de l’École normale supérieure (ENS), France et Président du Comité d’évaluation du département de chimie de l’université de Chypre en 2012. De 2009 à 2011.
Ilan Marek est membre de nombreux prix scientifiques : plusieurs fois membre et président du Comité du prix Harvey ; membre du jury du grand prix de la Fondation de la Maison de la Chimie, Paris, France ; membre du Comité Rothschild, Israël depuis 2016.
Il est, depuis 2015, Consultant pour TEVA, Israël et depuis 2017 consultant pour Agan-Machteshim-Aroma, Israël.

## Distinctions et honneurs
Ilan Marek a été élu plusieurs fois excellent enseignant (1999, 2000, 2002 avec le prix Salomon-Simon-Mani pour l’excellence en enseignement, en 2012, prix Schulich, 2014 et 2016 avec le Prix Yannai).
Il a été lauréat de nombreux prix : Prix de la Société chimique française - Acros pour jeune chimiste de moins de 40 ans en 1997 ; Prix de la fondation Henry Gutwirth en 1998 ; Prix Klein pour le développement de méthodes originales de synthèse en 1999 ; Prix Yosefa and Leonid Allschwang, Israel Science Foundation (ISF), Israël en 2000 ; Prix Michael Bruno de la Foundation Rothschild en 2002 ; Prix du meilleur jeune chimiste de la Israel Chemical Society en 2003 ; prix Bessel de la fondation Humboldt en 2005 ; Prix Henry Taub pour excellence académique en 2009 ; Prix Allemagne-Technion pour l’excellence académique et prix Schulich pour la promotion d’activités académiques extraordinaires en 2010 ; Prix de la Royal Society Chemistry en chimie Organometallique (UK) en 2011 ; Prix Janssen Pharmaceutica pour la créativité en synthèse organique en 2012 ;  Prix d’excellence de l’Israel Chemical Society en 2014 ; Prix Weizmann pour les Sciences exactes en 2015.
Il a été professeur invité dans plusieurs universités : Tokyo Institue of Technology, Japon (1997), Taiwan National Science Council (2011) ; Caltech, California Institute of Technology  - Distinguished Visiting Moore Professorship (2013) ; Wilhelms-University Munster, Allemagne (2015) ; et Conseil National des Sciences de Taiwan (2017).
Ilan Marek a été sollicité pour de nombreuses conférences.  
Ilan Marek a été lauréat de l'Yigal Alon Fellowship (1998) et de la Royal Society of Chemistry (FRSC) (2010). Il a reçu la Grant de recherche ERC Advanced en 2013 et 2018. Il a été vice-président du Bürgenstock en 2017 et Président en 2018 ; Élu membre de l’Académie des Sciences,,, France en 2017.
Le 11 juin 2019, il est élu membre de l'Israel Academy of Sciences and Humanities.